# Roxolani

Roxolanii (în Dacia Romană)

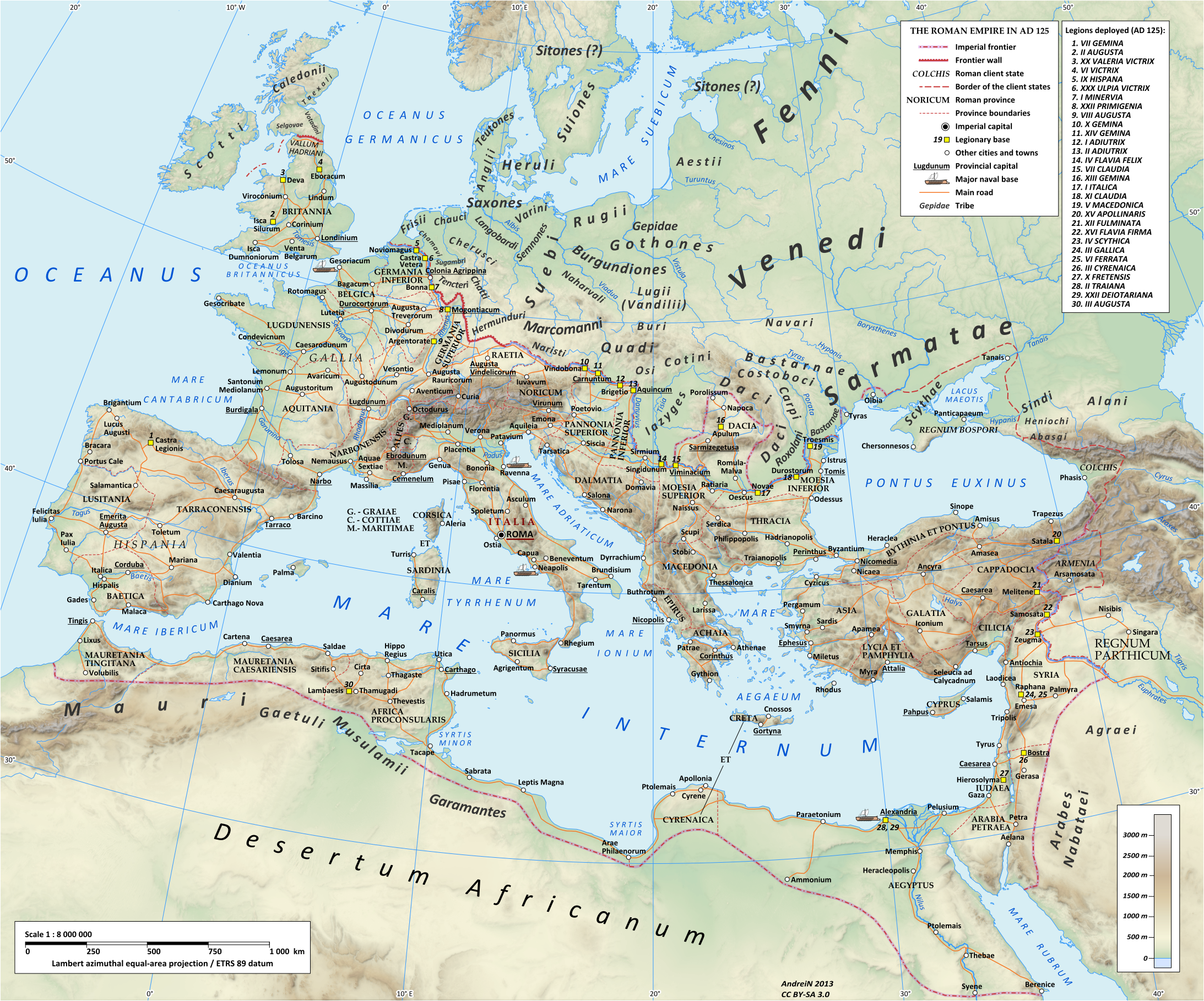
Hartă a Imperiului Roman în anul 125. Roxolanii apar în Dacia (mai exact în sud-estul României de astăzi)

Roxolanii este denumirea modernă a unei populații nomade, vorbitoare de dialecte iraniene, din neamul sarmaților, strâns înrudită cu iazygii și alanii.   
Strabon, descriind secolele II-I î.Hr., îi caracterizează drept nomazi, crescători de vite dintre Nipru și Don. Aceștia trăiau în corturi de pâslă fixate pe carele cu care călătoreau. În jur aveau turmele, din ale căror lapte și carne trăiau. Se mutau mereu pentru a găsi pășuni noi. La război se foloseau de coifuri și platoșe făcute din piele de bou netăbăcită, cu scuturi din nuiele împletite, înarmați cu lănci, arcuri și săbii.
În jurul anului 100 î.Hr., cu o armată de 50000 condusă de Tasios sunt învinși de armatele mult mai mici (6000), dar superior pregătite ale lui Mitridates al VI-lea conduse de Diofant.
Roxolanii migrează în secolele II -I î.Hr. spre apus, pătrunzând în regiunile extracarpatice unde conviețuiesc cu dacii și participă alături de bastarni și iazygi la raidurile din Moesia romană în anii 68-69, 85-86. 
În timpul primei campanii romane împotriva statului dac (101-102), roxolanii au fost aliați cu Decebal, apoi au devenit clienți ai Imperiului Roman. După anul 330 părăsesc, sub presiunea goților, regiunea Dunării de jos, o grupare stabilindu-se în Imperiul Roman, iar alta, majoritară, unindu-se cu iazygii, se va stabili în Câmpia Panonică.  Din motive necunoscute, la sfârșitul secolului al 4-lea denumirea roxolani a dispărut din izvoarele istorice.